# Homoioi
En Esparta los hómoioi (en griego: ὅμοιοι ‘semejantes’) recibían esta denominación en razón de su teórica uniformidad social y económica. El término aparece documentado solamente en dos autores de la Grecia Clásica, Jenofonte y Aristóteles.
Los hómoioi eran hombres espartiatas mayores de treinta años que disfrutaban plenamente de sus derechos, y por ello formaban el grupo de ciudadanos de la polis, denominado politeuma. Este grupo de ciudadanos tenía derechos políticos y además estaba integrado en el ejército. Dado que la condición de espartiata se adquiría desde el nacimiento, para que un espartiata adquiriera la condición de hómoios debía haber pasado la agogé y no haber perdido sus derechos por perder su kleros (lote de tierra), mostrar cobardía, cometer delitos o no contribuir en las sisitias. El número de «semejantes» fue descendiendo desde el siglo VIII a. C., fenómeno conocido como oligantropía.
En un principio, según Plutarco, Licurgo repartió las tierras entre 9000 espartiatas. En el periodo clásico la cifra se reduce a 8000. en plena guerra del Peloponeso vemos que ha disminuido el número de forma significativa hasta llegar apenas a los 2.000. Finalmente tras la Batalla de Leuctra nos encontramos con un número muy escaso, alrededor de 1000. La oligantropía fue debida a la alta mortandad derivada de la situación constante de guerra, el seísmo del 464 a. C., los matrimonios tardíos, la eugenesia y la endogamia. Por último es muy importante tener en cuenta que tras la guerra del Peloponeso se enriquecen unos pocos a costa del empobrecimiento general, que irán perdiendo la ciudadanía al tener que vender sus tierras. Se intenta otorgar privilegios a los espartiatas con más de tres hijos.
Los espartiatas convertidos en homoioi poseían un klêros, lote de tierras, y unos ilotas proporcionados por el Estado. Así cada homoios tiene tiempo libre para ejercitarse en el gimnasio e ir de caza. Vestían con sobriedad y modestia, sin adorno alguno. Era característico su peinado, una larga cabellera, signo de su condición de libertad. Las mujeres y los niños debían llevarlo corto. También era costumbre llevar barba pero rasurarse el bigote. En el campo de batalla visten capas púrpuras (stolaí phoinikídes) que provocaban pavor en el enemigo. Un rito antes de empezar la batalla era untarse el cuerpo en aceite y lustrar sus armas a la vez que peinaban cuidadosamente su pelo.
Sí grababan los nombres en las tumbas para destacar la uniformidad social. Las diferencias existían, simplemente con ver los aristócratas llamados kaloikagathoí (“los bellos y buenos”) elegidos para la Gerusía. También se distinguen aquellos que han demostrado su valentía en el campo de batalla o su excelencia en las competiciones atléticas. Otra subclase social dentro de los homoioi es la de los llamados hippeis, guardia real, que no tiene nada que ver con su traducción como caballeros.
Cuando el homoios muere, su kléros pasa a los hijos e hijas en calidad igual entre hijos y la mitad a las féminas. Por esta razón, y por aparecer desnudas, recibir formación filosófica y ejercitarse en los gimnasios, los griegos veían escandalizados esta inhabitual libertad. Pero para Esparta la mujer era ante todo la que debía engendrar varones fuertes; hasta tal punto se la considera esencial que su muerte en el parto tiene el mismo significado que la kalós thanatos o muerte heroica en combate.